# Dikmen
Dikmen là một huyện thuộc tỉnh Sinop, Thổ Nhĩ Kỳ. Huyện có diện tích 529 km² và dân số thời điểm năm 2007 là 7037 người, mật độ 13 người/km².